# ソルビアーテ・アルノ
ソルビアーテ・アルノ（伊: Solbiate Arno）は、イタリア共和国ロンバルディア州ヴァレーゼ県にある、人口約4,000人の基礎自治体（コムーネ）。

## 地理

### 位置・広がり

#### 隣接コムーネ
隣接するコムーネは以下の通り。
- アルビッツァーテ
- カルナーゴ
- カロンノ・ヴァレジーノ
- イェラーゴ・コン・オラーゴ
- オッジョーナ・コン・サント・ステーファノ

### 地震分類
イタリアの地震リスク階級 (it) では、4 に分類される
。